# Piste aérienne de Tromelin
L’aérodrome de Tromelin (code OACI : TF0001) est une piste sans contrôle située sur l'île Tromelin.

## Construction et usage
En 1954, la piste, de 1 050 mètres de long, fut construite en sable durci simultanément à la station météorologique permanente. Elle ne dispose pas de bâtiment ni de tour de contrôle.
Afin de préserver les oiseaux qui nichent sur l'île, la restriction de son usage a été étudiée en 2019.

## Compagnies & destinations
L'Armée de l'air assure des missions de ravitaillement depuis La Réunion par CASA CN-235 et d'évacuations sanitaires. Des liaisons de relève de personnels ont lieu aussi vers Mayotte.
| Compagnies     | Destinations                           |
| -------------- | -------------------------------------- |
| Armée de l'air | La Réunion-R. Garros,Dzaoudzi-M. Henry |